# Dieteric d'Haldensleben
Dieteric (o Teodoric, també Theoderic[h]) d'Haldensleben (mort 25 d'agost de 985) fou el primer marcgravi de la Marca del Nord des de 965 fins a la seva deposició el 983. També portava el títol de Dux (duc) en fonts contemporànies.
Probablement un membre de la casa dels Billungs, era un comte del ducat de Saxònia amb seu a Haldensleben al Nordthüringgau que podria haver estat un fill del comte Wichmann el Vell amb Frederuna, germana de la reina Matilda de Ringelheim. Un esbirro de la dinastia Otoniana, Dieteric el 953 va donar suport al rei Otó I contra el seu fill revoltat, el duc Liudolf de Suàbia. També va lluitar - sense èxit - contra els eslaus polabis que s'havien instal·lat al riu Elba a la vora oriental del seu territori ancestral a Eastfàlia. A canvi l'emperador Otó el va nomenar marcgravi de la marca del Nord, la part més gran de l'anterior Marca Geronis després de la seva dissolució a la mort del marcgravi Geró el Gran el 965.
Dietrich fou un senyor dur. Juntament amb l'arquebisne Adalbert de Magdeburg va reforçar la cristianització de la població eslava i va planejar la caiguda del seu rival el comte Geró d'Alselben. A causa del seu orgull, com manifesta el cronista Thietmar de Merseburg (presumptament una vegada va denegar el matrimoni d'una de les seves parentes amb un "gos eslau"), el 983 les tribus eslaves dels lutici i hevelli saquejaren les terres dels bisbats orientals d'Havelberg i Brandenburg i tornaren al paganisme. Segons Adam de Bremen i l'Annalista Saxo, Dieteric fou privat de la seva marca el mateix any, encara que més tard una altra vegada apareix com a general saxó.
Va tenir els següents fills:
- Bernat (†1051), Marcgravi de la marca del Nord des de 1009
- Oda d'Haldensleben (~962-1023), casada amb el duc Miecislau I de Polònia el 980
- Matilde
- Thietberga, casada amb el comte Dedi de Wettin vers 985

Segons els Annals de Quedlinburg, Dieteric d'Haldensleben va morir el 25 d'agost de 985.